# A K Peters
A K Peters ist ein wissenschaftlich-technischer Verlag mit Sitz in Wellesley, Massachusetts und auf Mathematik und Informatik spezialisiert. Er gibt die Zeitschriften
Experimental Mathematics, Internet Mathematics und Graphics Tools heraus. Der Verlag wurde 1992 von Alice Peters und Klaus Peters gegründet. Seit 2010 gehört der Verlag zu CRC Press und damit zur Verlagsgruppe Taylor & Francis.
Im Verlag erscheint die Zeitschrift Experimental Mathematics mit Unterstützung von David Epstein und Silvio Levy und mitinitiiert durch David Mumford.